# Associació Estoniana de Futbol
L'Associació Estoniana de Futbol o Associació de Futbol d'Estònia (EJL; estonià: Eesti Jalgpalli Liit) és l'òrgan de govern del futbol, el futbol platja i el futbol sala a Estònia. Fundada el 14 de desembre de 1921, organitza la lliga de futbol, inclòs el campionat que es diu Meistriliiga, la Copa d'Estònia i la selecció de futbol d'Estònia. Té la seu a Tallinn. L'EJL es va convertir en membre de la FIFA el 1923 però va ser dissolta durant l'ocupació d'Estònia per la Unió Soviètica; durant aquest temps, la Federació Estònia de Futbol SSR (estonià: Eesti NSV Jalgpalliföderatsioon) va organitzar el futbol estonià. Va tornar a ser membre de la FIFA el 1992, després que Estònia recuperés la seva independència.

## Rerefons
A principis del segle XX, tots els esports d'Estònia estaven governats per l'Associació Esportiva d'Estònia Kalev. Després de l'èxit dels Jocs Olímpics d'estiu de 1920, l'Associació Esportiva d'Estònia va anunciar que no podia continuar administrant tots els esports a Estònia a causa de l'augment del nombre d'esports que es jugaven.
L'Associació Estoniana de Futbol es va fundar el 1921 com a un dels primers òrgans de govern esportius independents per administrar el futbol al país. L'Associació de Futbol d'Estònia es va afiliar a la FIFA el 1923. Després de l'ocupació d'Estònia per la Unió Soviètica a la Segona Guerra Mundial el 1940, l'Associació de Futbol d'Estònia es va dissoldre.
Durant la República Socialista Soviètica d'Estònia, el futbol era administrat per la Federació Soviètica de Futbol SSR d'Estònia com a òrgan de govern regional de futbol sota la Federació de Futbol de la Unió Soviètica. Durant aquest temps, els estonians locals van ser dissuadits de jugar a futbol, de manera que la majoria del futbol sota el domini comunista era jugat per russos que vivien a Estònia.
L'Associació de Futbol d'Estònia es va reformar el 1988, arran de la Declaració de Sobirania d'Estònia, i es va tornar a incorporar a la FIFA el 1991. El 1992, es van unir a la UEFA i van restablir la Meistriliiga com la lliga nacional de futbol d'Estònia.
A causa dels acords de retransmissió de la UEFA a la dècada de 2020, l'Associació de Futbol d'Estònia normalment està obligada a iniciar els partits a casa de les seleccions nacionals a les 21:45 EET, la qual cosa normalment fa que s'hagi de negociar tots els partits amb les emissores europees per establir els horaris inicials abans.

## Polèmica
L'any 2017, la FIFA va multar l'Associació de Futbol d'Estònia amb 30.000 francs suïssos (26.000 euros) i els va advertir a causa d'un incident en què aficionats de Bòsnia i Hercegovina van llançar material cremant al camp.